# Norio Yoshimizu
Norio Yoshimizu (født 21. august 1946) er en japansk fodboldspiller.

## Japans fodboldlandshold
| Japans landshold | Japans landshold | Japans landshold |
| År               | Kmp              | Mål              |
| ---------------- | ---------------- | ---------------- |
| 1970             | 4                | 1                |
| Total            | 4                | 1                |